# المجهولون (فلم)
المجهولون (بالفرنسية: Les anonymes)، هُو فيلم دراما رواندي صدر سنة 2021 وأخرجه Mutiganda Wa Nkunda في أول عمل إخراجي له.

## وصلات خارجية
- مقالات تستعمل روابط فنية بلا صلة مع ويكي بيانات